# Sergi Pedrerol
Sergi Pedrerol Cavallé (Molins de Rei, 16 de dezembro de 1969) é um ex-jogador de polo aquático espanhol, campeão olímpico.

## Carreira
Sergi Pedrerol fez parte da geração de ouro do polo aquático espanhol, fez parte nos elencos vice-campeão olímpico de 1992, e que conquistou o ouro em Atlanta, 1996.